# Erwin Heimann
Erwin Heimann (* 20. Februar 1909 in Bern; † 21. August 1991 in Heiligenschwendi im Kanton Bern) war ein Schweizer Schriftsteller. Er wurde als Verfasser von Romanen (auf Deutsch) sowie Erzählungen und Hörspielen in Berner Mundart bekannt.

## Leben
Erwin Heimann wurde am 20. Februar 1909 als protestantischer Sohn eines Eisenbahners in Bern geboren. Nach der Sekundarschule absolvierte er eine Lehre als Mechaniker. Er arbeitete als Monteur für Kühlanlagen und Heizungen sowie als Lastwagenfahren. Zwischen 1930 und 1933 hielt er sich in Paris auf. Arbeitslos geworden, verfasste er Reportagen und Feuilletons für diverse Schweizer Zeitungen. Während seines Aufenthalts schrieb er seinen ersten Roman Wir Menschen, der 1935 in Bern erschien. Das Buch wurde in Deutschland aus politischen und in Österreich aus sittlichen Gründen verboten; Heimann machte sich damit einen Namen als Arbeiterschriftsteller.
Im Jahr 1936 heiratete er die Kinder- und Jugendbuchautorin Gertrud Heizmann; 1937 wurde, als eines von zwei Kindern, ihr Sohn, der spätere Krimiautor Alexander Heimann, geboren. 1946 wurde Erwin Heimann Lektor im Verlag Francke in Bern. Er gab die Werkausgabe Simon Gfellers mit heraus und erstellte 1956 ein Vollständiges Verlagsverzeichnis für seinen Arbeitgeber. Von 1956 bis 1963 zeichnete Heimann für die Öffentlichkeitsarbeit der Städtischen Verkehrsbetriebe Bern verantwortlich. Er arbeitete auch für verschiedene Zeitungen und das Schweizer Radio DRS. Freier Schriftsteller wurde er 1963. Für seinen langjährigen Wohnort Heiligenschwendi ob Thun verfasste er 1985 eine Dorfchronik. Neben seinen Schriftwerken schuf er auch Hörfolgen.

## Auszeichnungen
- Preise der Schweizerischen Schillerstiftung: 1941, 1946 und 1949
- Preise des Kantons Bern: 1944, 1957 und 1975
- Literaturpreise der Stadt Bern: 1939, 1946, 1950 und 1975
- Schweizerischer Radiopreis : 1962

## Werke (Auswahl)
- Wir Menschen. Autobiographischer Roman. Feuz, Bern 1935
- Hetze. Roman. Francke, Bern 1937
- Liebling der Götter. Francke, Bern 1939
- Der letzte Optimist. Roman. Francke, Bern 1948
- Hast noch der Söhne ja... Roman. Huber, Frauenfeld 1956
- D’ Röschtiplatte. Erzählungen. Francke, Bern 1956
- Lichter auf Bern. Ein Führer zu Bern und den Bernern. Haupt, Bern 1959 (bzw. als Privatdruck 1957); 3. durchges. A. ebd. 1976
- Narren im Netz. Roman. Huber, Frauenfeld 1960
- Alt und jung. Das Generationenproblem in heutiger Sicht. Essay. Viktoria, Bern 1960
- Vor em Fänschter. Erzählungen. Francke, Bern 1962
- Du und die Anderen. Essay 1965.
- Die Maurizio. Roman. 1966.
- Wie sie St. Jakob sah. Roman. Viktoria, Bern 1970
- Haben wir alles falsch gemacht? Essays 1971
- Bäremutz. Erzählung. Francke, Bern 1972
- Ein Blick zurück. Mein Leben in meiner Zeit. Autobiographie. Viktoria, Bern 1974
- Die Gestraften. Ein Weg durch Schuld und Sühne. Roman. Viktoria, Bern 1981
- Der schwierige Eidgenoss. Erzählungen aus dem Soldatenleben. GS-Verlag, Bern 1982
- Zeichen zur Zeit. Gesammelte Kolumnen 1974–1983. Fischer, Münsingen 1983
- Wätterluft. Gesammelte Erzählungen. Cosmos, Muri 1989, ISBN 3-305-00059-7.